# Ferentínum
Ferentínum (grec antic: Φερέντινον) va ser una ciutat dels hèrnics, però que com altres ciutats d'aquest poble es va incloure a efectes administratius al Latium. Estava situada a la via Llatina entre Anagnia i Frusino, i era a uns 13 km de la darrera i a uns 11 de la primera. Distava 77 km de Roma, i es trobava en un turó a l'esquerra de la via Llatina que passava per la part sud del turó però no per la ciutat mateixa.
Titus Livi diu que originàriament era una ciutat dels volscs, perquè explica que aquests es van refugiar a la ciutat quan van ser derrotats pel cònsol Luci Furi Medul·lí l'any 413 aC, però els romans van abandonar Ferentínum que va caure en mans dels hèrnics. No obstant això, és probable que fos sempre una ciutat dels hèrnics i en tot cas ocupada pels volscs en algun moment per tornar als hèrnics. Va ser una de les principals ciutats de la Lliga Hèrnica, que va participar de manera destacada a la guerra del poble hèrnic contra Roma el 361 aC, i el cònsol Gai Plauci Pròcul la va prendre per assalt l'any 358 aC. Quan més tard els hèrnics es van revoltar, Ferentínum va ser una de les tres ciutats dels hèrnics que van refusar d'unir-se a la rebel·lió i com a premi se'ls va concedir el dret de conservar les pròpies lleis, que van preferir a obtenir la ciutadania romana. El període en què va obtenir la civitas no es coneix. L'any 211 aC Hanníbal va assolar el territori de la ciutat. La ciutat no es menciona gaire més, i Horaci diu que era un poble rural tranquil i remot.
El 195 aC ja apareix com a ciutat amb dret llatí. Una inscripció esmenta els censors de la ciutat, i la magistratura dels censors no existia als municipis romans; però és possible que no obtinguessin la ciutadania romana fins a la Guerra social. Després va rebre una colònia romana i els colons no es van barrejar amb els antics pobladors. Queden inscripcions que els anomenen Ferentinates Novani.
La ciutat es diu avui Ferentino i conserva forces restes de l'antiga ciutat: les muralles d'estil ciclopi amb llargs blocs poligonals, una porta que mira a Frosinone, un arc, una espècie de ciutadella al punt més alt de la ciutat amb la catedral al costat, restes d'edificis i algunes pedres amb inscripcions; una de les inscripcions esmenta tres fundus, dels que dos (Roianum i Ceponianum) encara es conserva el nom en dos llogarets (Roana i Cipollara).